# Banks Keita
Banks Keita (Conakri, Guinea, 28 de septiembre de 1954-Conakri, Guinea, 30 de junio de 2019) fue un futbolista de Guinea que jugó en la posición de guardameta.

## Carrera

### Club
Jugó toda su carrera con el Hafia FC de 1969 a 1985, con el que fue campeón nacional en 12 ocasiones y ganó tres veces la Copa Africana de Clubes Campeones.

### Selección nacional
Jugó para Guinea en 34 ocasiones de 1974 a 1981 y participó en dos ediciones de la Copa Africana de Naciones.

## Muerte
Keita murió el 30 de junio de 2019 en la capital Conakri a causa de una larga enfermedad.

## Logros
- Campeonato Nacional de Guinea (12): 1971, 1972, 1973, 1974, 1975, 1976, 1977, 1978, 1979, 1982, 1983, 1985
- Copa Africana de Clubes Campeones (3): 1972, 1975, 1977